# Deutsche Basketballmeisterschaft der Frauen 1965
Das Endspiel um die 19. Deutsche Basketballmeisterschaft der Frauen 1965 fand am 23. Mai 1965 in Heidelberg statt, die Teilnehmer wurden nach dem Regelwerk aus dem Jahr 1959 im K.-o.-System ermittelt. Dabei setzte sich der ATV Düsseldorf durch und besiegte den TV Groß-Gerau mit 43:40. Der ATV Düsseldorf qualifizierte sich als deutscher Meister für den Europapokal der Landesmeister 1965/66.